# جونکو ساکورادا
جونکو ساکورادا (انگلیسی: Junko Sakurada; ۱۴ آوریل ۱۹۵۸ –) بازیگر، و خواننده اهل ژاپن است.
از فیلم‌ها یا برنامه‌های تلویزیونی که وی در آن نقش داشته است می‌توان به تورا-سان، روشنفکر اشاره کرد.